# Associazione Calcio Mezzocorona 2007-2008
Questa voce raccoglie le informazioni riguardanti  l'Associazione Calcio Mezzocorona nelle competizioni ufficiali della stagione 2007-2008.

## Rosa
| N. |                   | Ruolo | Calciatore        |
| -- | ----------------- | ----- | ----------------- |
| -  | Italia (bandiera) | C     | Alessio Allegrini |
| -  | Italia (bandiera) | C     | Raffaele Baido    |
| -  | Italia (bandiera) | C     | Andrea Bandiera   |
| -  | Italia (bandiera) | D     | Marco Berardo     |
| -  | Italia (bandiera) | C     | Luca Buonocunto   |
| -  | Italia (bandiera) | D     | Bernardo Ceravolo |
| -  | Italia (bandiera) | A     | Nicola Dal Bosco  |
| -  | Italia (bandiera) | A     | Davide Fais       |
| -  | Italia (bandiera) | C     | Alessandro Furlan |
| -  | Italia (bandiera) | D     | Aron Giacomoni    |
| -  | Italia (bandiera) | C     | Stefano Gioia     |
| -  | Italia (bandiera) | C     | Giovanni Lavrendi |
| -  | Italia (bandiera) | D     | Michele Lestani   |
| -  | Italia (bandiera) | D     | Davide Lionetti   |

| N. |                   | Ruolo | Calciatore             |
| -- | ----------------- | ----- | ---------------------- |
| -  | Italia (bandiera) | D     | Sabatino Lordi         |
| -  | Italia (bandiera) | P     | Massimo Macchi         |
| -  | Italia (bandiera) | C     | Michele Morat          |
| -  | Italia (bandiera) | C     | Luca Nizzetto          |
| -  | Italia (bandiera) | D     | Andrea Pancheri        |
| -  | Italia (bandiera) | A     | Davide Panizza         |
| -  | Italia (bandiera) | D     | Dario Pelizzari        |
| -  | Italia (bandiera) | C     | Luca Piraccini         |
| -  | Italia (bandiera) | P     | Enrico Chauvenet Rossi |
| -  | Italia (bandiera) | A     | Mattia Simoni          |
| -  | Italia (bandiera) | A     | Massimo Spagnolli      |
| -  | Italia (bandiera) | D     | Flavio Toccoli         |
| -  | Italia (bandiera) | D     | Francesco Tondo        |
| -  | Italia (bandiera) | C     | Antonio Tundo          |